# キングトップラン記念
キングトップラン記念（キングトップランきねん）は三条競馬場（2002年閉場）で行われていたアラブ系競走馬による重賞競走（平地競走）である。

## 概要
1974年から1979年にかけて活動し、数々の重賞を総なめにしたことから新潟の怪物と称されたキングトツプランを記念して、1980年に創設された。
新潟県競馬所属馬限定戦としての開催で、全4回行われた。施行距離は全てダート2200メートル。

## 歴代優勝馬
| 回次  | 開催日        | 優勝馬         | 性齢 | 所属 | タイム | 騎手       | 調教師     |
| ----- | ------------- | -------------- | ---- | ---- | ------ | ---------- | ---------- |
| 第1回 | 1980年8月11日 | テツノボルト   | 牡5  | 新潟 | 2:26.6 | 高橋徹矢   | 長谷川昭夫 |
| 第2回 | 1981年6月27日 | テツノボルト   | 牡6  | 新潟 | 2:24.9 | 赤間享     | 長谷川昭夫 |
| 第3回 | 1982年6月27日 | コシジカンセイ | 牡4  | 新潟 | 2:29.3 | 大枝幹也   | 佐藤忠雄   |
| 第4回 | 1983年6月26日 | ムラサメクイン | 牝4  | 新潟 | 2:29.1 | 五十嵐剛紹 | 長谷川昭夫 |

- 優勝馬の馬齢は現表記を用いる。

### 競走結果の出典
- キングトップラン記念　歴代優勝馬 - 地方競馬全国協会